# Rani-ki-Vav
Rani-ki-Vav (marathi: हिन्दी, što znači „Kraljičin stepenasti bunar”) je raskošan bunar koji je isklesan na obali rijeke Saraswati u gradu Patanu, u indijskog državi Gujarat. Izgrađen u 11. stoljeću u spomen na kralja Bhimdeva I. (vladao od 1022. do 1063.) iz vladavine dinastije Solanki (Zapadne Čalukje), po nalogu njegove kraljevske udovice Udayamati. Kako predstavlja vrhunac Maru-Gurjara arhitekture, posebice izgradnje stepenastih bunara, velike ljepote detalja i proporcija, Rani-ki-Vav je 2014. godine upisan na UNESCO-ov popis mjesta svjetske baštine u Aziji.

## Povijest i odlike
Stepenasti bunari su prepoznatljiv oblik podzemnih vodnih resursa i sustava za pohranu vode na Indijskom potkontinentu, a izgrađivani su od 3. tisućljeća prije Krista. Oni su se razvili tijekom vremena od onoga što je u osnovi jama u pjeskovitom tlu prema raskošnim višekatnim umjetničkim djelima arhitekture. Rani-ki-Vav je dizajniran kao obrnuti hram u kojemu je istaknuta svetost vode. Podijeljen je na sedam razina stepenicama s kiparskim panelima visoke umjetničke kvalitete s više od 500 glavnih skulptura i više od tisuću manjih koje kombiniraju vjerske, mitološke i svjetovnu prizore, često vezana s književnim djelima. Četvrta razina je najdublja i vodi u pravokutni spremnik promjera 9,5 s 9,4 metara, na dubini od 23 metra; i nalazi se na najzapadnijem kraju bunara, te se sastoji od jame 10 metara promjera i 30 metara dubine.
Ispod posljednje stube nalazi se otvor od kojega vodi 30 km dug tunel koji vodi do obližnjeg grada Sidhpura. Korišten je kao prolaz za bijeg kralja u slučaju poraza.
- Ulaz u bunar
- Stupovi Ran-ki-Vava
- Pogled sprijeda
- Skulpture Ran-ki-Vava
- Reljefi

## Poveznice
- Indijska umjetnost
- Indijski hram
- Špiljski hramovi Ellore

## Vanjske poveznice
- Centre for Indian Diaspora and cultural studies  Arhivirana inačica izvorne stranice od 17. kolovoza 2010. (Wayback Machine) (engl.)

+